# Эрдоган, Мерьем
Мерьем Эрдоган (тур. Meryem Erdoğan; ранее Мариам Танга, англ. Mariam Tanga или Мариам Хана Динго, Mariam Hana Dingo; род. 24 апреля 1990, Эфиопия) — турецкая бегунья на длинные дистанции, родившаяся в Эфиопии.
В 2012 году Эрдоган была дисквалифицирована на два года за употребление допинга.

## Биография
Мириам Танга родилась 24 апреля 1990 года в Эфиопии. Впечатленная соотечественницей Эльван Абейлегессе, которая стала известной после получения турецкого гражданства, она решила также поехать в Турцию и продолжить там карьеру. В 2006 году в возрасте 16 лет она нелегально иммигрировала в Турцию через Бейрут. Она была задержана полицией в Стамбуле, но сумела избежать депортации, а затем её заметил бывший тренер Абейлегессе Эртан Хатипоглу. Её заявление на получении турецкого гражданства было одобрено в январе 2010 года. Она взяла турецкое имя Мерьем и выбрала в качестве фамилии Эрдоган из-за своего восхищения премьер-министром Турции Реджепом Эрдоганом.

## Спортивная карьера
Первоначально отвергнутая клубами Enkaspor и Fenerbahçe Athletics из-за статуса нелегального мигранта, Мерьем Эрдоган стала выступать за Kasımpaşaspor в Стамбуле и, наконец, вошла в Kocaeli Büyükşehir Belediyesi Kağıt Spor Kulübü в Измите, где ее тренирует Ознур Дурсун.
Она участвовала в различных международных соревнованиях, выступая на длинных дистанциях. Первоначально она принимала участие под эфиопским именем Мариам Танга или Мариам Хана Динго. В 2009 году она заняла второе место в полумарафоне в Трабзоне и четвертое в беге на 15 км на 31-м Стамбульском марафоне. В марте того же года она выиграла 10-километровый шоссейный забег марафона в Анталии, преодолев дистанцию за 33 минуты и 9 секунд.
Её международный дебют под турецким флагом состоялся в Каламате 29 мая 2010 года, где она победила на дистанции 1500 м с результатом 4.16,92. На своем следующем международном турнире, Кубке Европы по бегу на 10 000 метров 5 июня 2010 года в Марселе, Мерьем заняла четвертое место с личным рекордом 31.55,53.
28 июля 2010 года Эрдоган финишировала пятой в финале бега на 10 000 м на чемпионате Европы в Барселоне новый личный рекорд 31 минуту 44,86 секунды. Четыре дня спустя, 1 августа 2010 года, она финишировала седьмой в финале на 5000 м, и на этой дистанции обновив личный рекорд — 15.14,92. Она стала чемпионкой среди девушек до 23 лет на чемпионате Европы по кроссу 2010 года, опередив занявшую второе место спортсменку на 9 секунд
В 2012 году Эрдоган была дисквалифицирована на два года за употребления допинга.
В 2016 году приняла участие в марафоне на летних Олимпийских играх 2016 в Рио-де-Жанейро, где заняла 112-е место.
В мае 2021 года стало известно, что Мерьем примет участие на Олимпиаде-2020 в Токио.